# Lasair
Lasair ("płomień"; także: Lassar, Fhína ("palące wino"), Lasairíona ("palące wino") i Crobh Dearg ("czerwone pazury")), to w mitologii goidelskiej bogini żniw. Była najstarszą siostrą spośród dzieci Scathach. Uosabiała lato i była boginią rosnących zbóż. Miała długie, czarne włosy i nosiła srebrną koronę, biżuterię i opaski na ramiona. Jej dom nazywano Czerwonym Zamkiem. Bóg o imieniu Flann przyniósł jej Różę Słodyczy (ang. Rose of Sweetness - kwiat, który nigdy nie umiera), Grzebień Wielkości (ang. Comb of Magnificence) i Pas Prawdy (ang. Girdle of Truth).
Po chrystianizacji nazwano ją świętą. Jej święto przypadało na 1 maja

## Miejsca kultu
W Ulsterze łączy się tę boginię ze świętym źródłem Tobar Lasair lub Tobar Lastra w hrabstwie Monaghan, gdzie czczono ją szczególnie 18 kwietnia. Lasair miała swój kult także w prowincji Munster, gdzie również miała swoje święte źródło. Dzieliła je ze swoją siostrą, Ciar, której imię oznacza "nieprzebyte ciemności". Ciar i Lasair uzupełniają się nawzajem, tworzą balans. Prawdopodobnie Lasair miała swoje święte źródło także w okolicach miasteczka Cullen w hrabstwie Cork, jednak nie jest znana ani dokładna lokalizacja źródła ani  kiedy przypadało tam jej święto.